# 泄駕
洩驾，春秋时期鄭國大夫。
郑文公又在苏国娶妻，生了儿子子瑕、子俞弥。俞弥早死。洩驾讨厌公子瑕，郑文公也讨厌他，所以没有立他为太子。前629年，公子瑕逃亡到楚国。前627年，楚国令尹子上率军带公子瑕回国，公子瑕被郑国人擒杀。